# Amegilla caldwelli
Amegilla caldwelli är en biart som först beskrevs av Cockerell 1911.  Amegilla caldwelli ingår i släktet Amegilla och familjen långtungebin. Inga underarter finns listade i Catalogue of Life.